# Middle East Airlines
Middle East Airlines Air Liban (in arabo: طيران الشرق الأوسط الخطوط الجوية اللبنانية), più frequentemente nota con la sigla MEA (codice IATA: ME, codice ICAO: MEA) è la compagnia aerea di bandiera del Libano.
La sua base è l'aeroporto internazionale Rafic Hariri di Beirut.

## Storia
Nel 1945, su iniziativa di un gruppo di imprenditori libanesi in collaborazione con l'Air France, venne fondata la Compagnie Générale de Transports (CGT), con capitale sociale suddiviso tra il 40% di azionariato privato ed il rimanente con la compagnia di bandiera francese. Nei primi cinque anni la compagnia operò prima con gli Amiot AAC.1 Toucan per passare progressivamente ai più moderni Douglas DC-3.
Nel 1950 la compagnia viene ridenominata Air Liban e, grazie all'aumentata esigenza di trasporto, dall'anno successivo viene considerata l'opportunità di acquisire modelli in grado di trasportare un numero maggiore di passeggeri rispetto ai DC-3 allora in servizio. Sfumata la possibilità di ricevere i Douglas DC-4 richiesti ad Air France, questa rilanciò proponendo un noleggio per tre dei suoi SNCASE SE-161 Languedoc. La compagnia iniziò ad operare con il nuovo modello dal giugno 1951, il n. 20
ex marche F-BATT con immatricolazione provvisoria LR-ABJ e battezzato Beiteddine, sulla rotte che collegavano l'aeroporto Internazionale di Beirut-Rafic Hariri a quello del Cairo e a quello di Gedda. Già a luglio acquisì la registrazione definitiva OD-ABJ, al quel si aggiunsero l'OD-ABU (n. 14 ex F-BATN) nel giugno 1953 e l'OD-ABY (n. 26 ex F-BATZ) nel gennaio 1954.
In seguito la compagnia aerea, diventata di proprietà statale, è riuscita a sopravvivere sia alla guerra civile (1975-1990) sia, più recentemente, al conflitto del luglio 2006.
MEA ha iniziato le operazioni preliminari per unirsi al consorzio SkyTeam ed è entrata nell'alleanza il 28 giugno del 2012; è inoltre membro della Arab Air Carriers Organization (Organizzazione Araba dei Trasporti Aerei).

## Destinazioni

### Accordi commerciali
Al 2022 MEA ha accordi di code-share con le seguenti compagnie:
- Aeroflot
- Air Europa
- Air France
- China Airlines
- China Eastern
- Czech Airlines
- ITA Airways[6]
- KLM
- Kuwait Airways
- Qatar Airways
- Saudia
- TAROM

### Alleanze
Il 28 giugno 2012 MEA è entrata a far parte di SkyTeam.

## Flotta

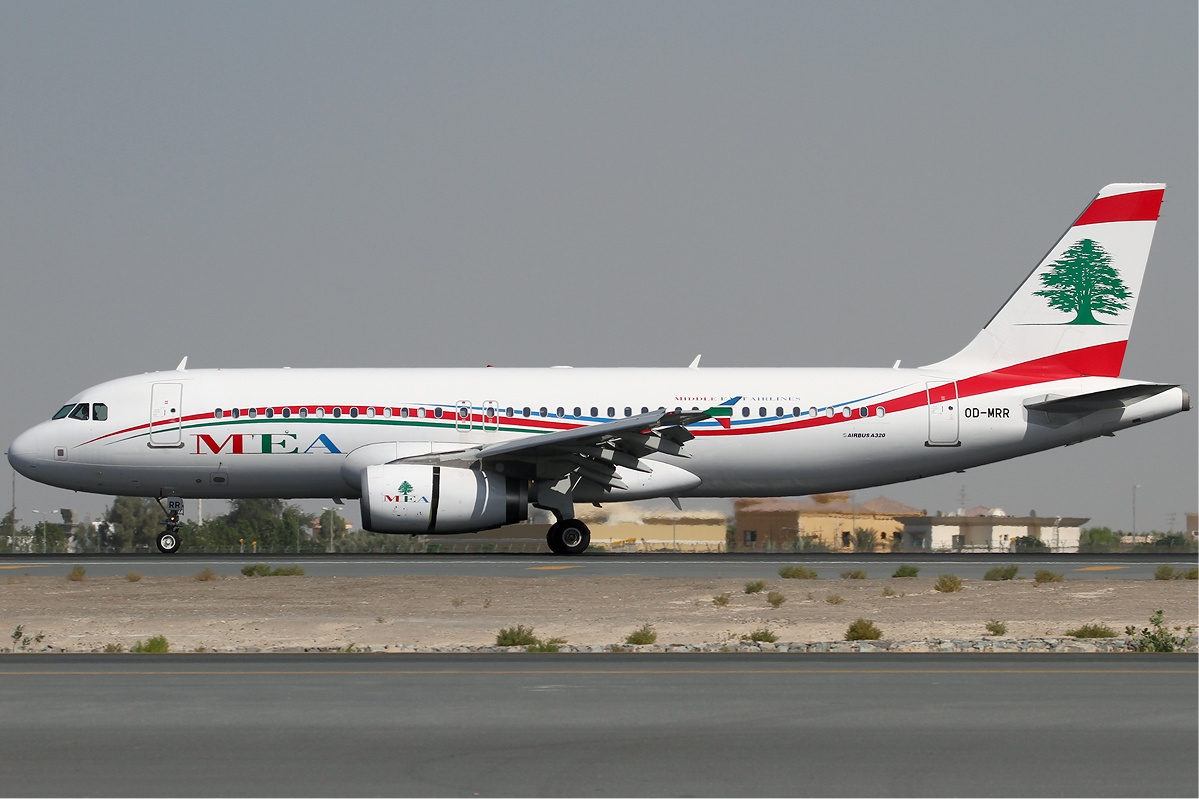
Un Airbus A320-200.

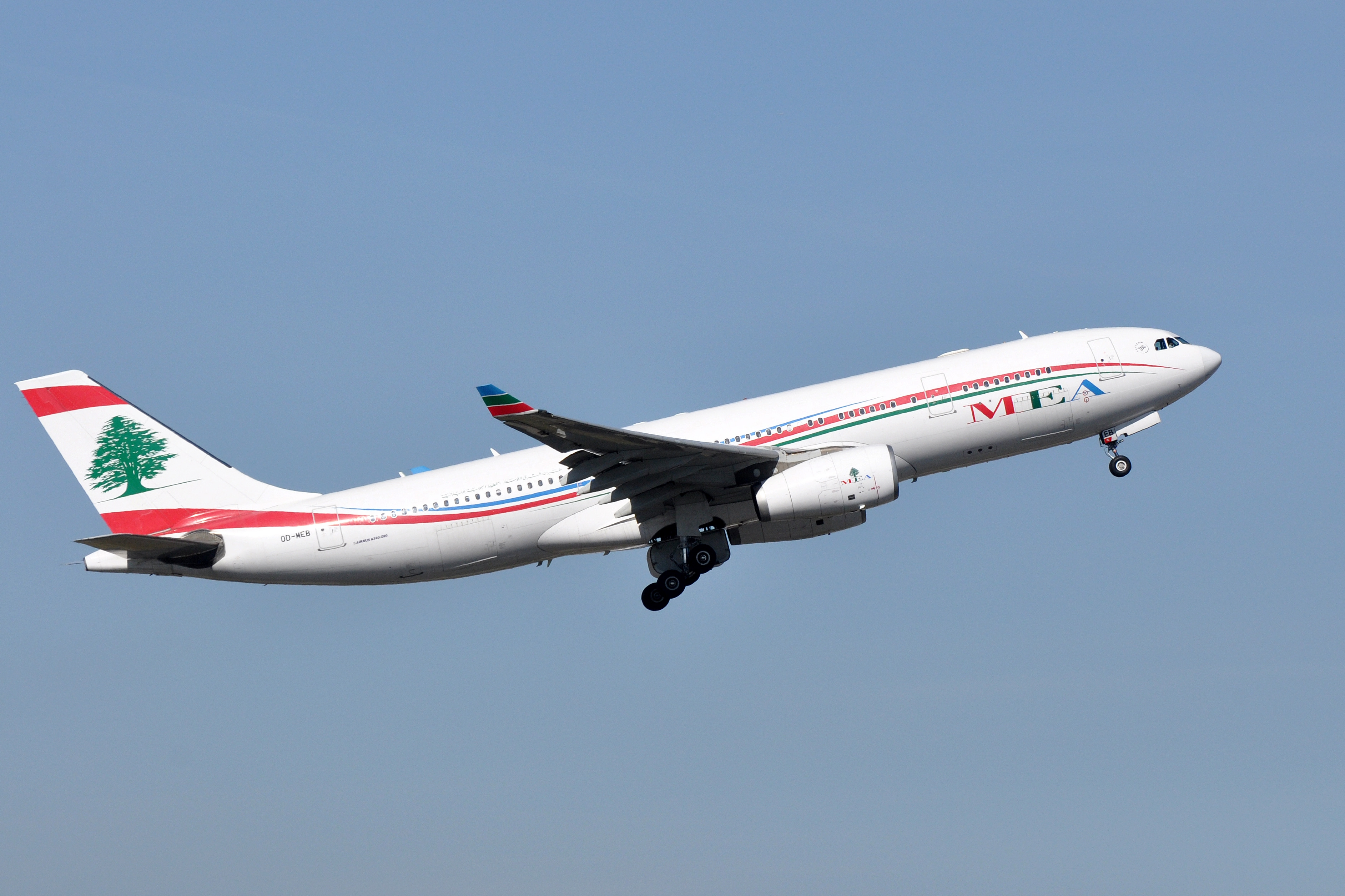
Un Airbus A330-200.

A maggio 2025 la flotta di MEA è composta dai seguenti aeromobili:

## Incidenti
- 1 febbraio 1963: un Vickers Viscount della MEA immatricolato "OD-ADE" colpisce in volo sopra Ankara un Douglas C-47 provocando oltre alla morte dei passeggeri di entrambi i velivoli 87 vittime a terra.[10]